# جو شفارتز
جو شفارتز هو طبيب وسياسي أمريكي، ولد في 15 نوفمبر 1937 في باتل كريك في الولايات المتحدة. نشط حزبياً في الحزب الجمهوري.

## مناصب
- في انتخابات مجلس النواب الأمريكي 2004 [الإنجليزية]‏، انتخب عضو مجلس النواب الأمريكي [الإنجليزية]‏ عن دائرة Michigan's 7th congressional district [الإنجليزية]‏ وقد انضم خلال فترته النيابية [الإنجليزية]‏ (4 يناير 2005 – 3 يناير 2007) للكتلة البرلمانية الحزب الجمهوري.
- انتخب عمدة (1985 – 1987).
- انتخب مفوض [الإنجليزية]‏ (1979 – 1985).
- انتخب وكالة المخابرات المركزية (1968 – 1970).
- انتخب عضو مجلس ولاية ميشيغان ‏ (1987 – 2002).
- انتخب عضو مجلس النواب الأمريكي [الإنجليزية]‏ وقد انضم خلال فترته النيابية (3 يناير 2005 – 3 يناير 2005) للكتلة البرلمانية الحزب الجمهوري.